# Neotanais antarcticus
Neotanais antarcticus är en kräftdjursart som beskrevs av Oleg Grigor'evich Kussakin 1967. Neotanais antarcticus ingår i släktet Neotanais och familjen Neotanaidae. Inga underarter finns listade i Catalogue of Life.